# Oxybasis macrosperma
Oxybasis macrosperma är en amarantväxtart som först beskrevs av Joseph Dalton Hooker, och fick sitt nu gällande namn av S. Fuentes, Uotila och Borsch. Oxybasis macrosperma ingår i släktet Oxybasis och familjen amarantväxter. Inga underarter finns listade i Catalogue of Life.